# Elezioni regionali in Belgio del 2024
Le elezioni regionali in Belgio del 2024 si sono tenute il 9 giugno, contestualmente alle elezioni parlamentari e alle elezioni europee.

## Risultati

### Fiandre
| Nuova Alleanza Fiamminga (N-VA)                    | 1 045 950 | 23,88 | 31  |  |  |  |
| Vlaams Belang (VB)                                 | 992 504   | 22,66 | 31  |  |  |  |
| Avanti (VOORUIT)                                   | 606 406   | 13,85 | 18  |  |  |  |
| Cristiano-Democratici e Fiamminghi (CD&V)          | 571 137   | 13,04 | 16  |  |  |  |
| Liberali e Democratici Fiamminghi Aperti (OpenVLD) | 364 609   | 8,33  | 9   |  |  |  |
| Partito del Lavoro (PVDA)                          | 364 070   | 8,31  | 9   |  |  |  |
| Verdi (GROEN)                                      | 319 396   | 7,29  | 9   |  |  |  |
| Team Fouad Ahidar (TFA)                            | 14 187    | 0,32  | 1   |  |  |  |
| Altri                                              | 101 181   | 2,31  | –   |  |  |  |
| Totale                                             | 4 379 440 | 100   | 124 |  |  |  |
|                                                    |           |       |     |  |  |  |
| Voti non validi                                    | 216 121   | 4,70  |     |  |  |  |
| Votanti                                            | 4 595 561 | 93,53 |     |  |  |  |
| Elettori                                           | 4 913 718 |       |     |  |  |  |

### Vallonia
| Movimento Riformatore (MR)                  | 612 010   | 29,58 | 26 |  |  |  |
| Partito Socialista (PS)                     | 480 003   | 23,20 | 19 |  |  |  |
| Les Engagés (LE)                            | 427 167   | 20,65 | 17 |  |  |  |
| Partito del Lavoro del Belgio (PTB)         | 250 146   | 12,09 | 8  |  |  |  |
| Ecolo (ECOLO)                               | 144 103   | 6,97  | 5  |  |  |  |
| Democratico Federalista Indipendente (DéFI) | 55 752    | 2,69  | –  |  |  |  |
| Altri                                       | 97 991    | 4,74  | –  |  |  |  |
| Totale                                      | 2 068 766 | 100   | 75 |  |  |  |
|                                             |           |       |    |  |  |  |
| Voti non validi                             | 191 923   | 8,49  |    |  |  |  |
| Votanti                                     | 2 260 689 | 86,81 |    |  |  |  |
| Elettori                                    | 2 604 084 |       |    |  |  |  |

### Regione di Bruxelles-Capitale
Collegio francofono
| Liste                                       | Voti    | %     | Seggi |
| ------------------------------------------- | ------- | ----- | ----- |
| Movimento Riformatore (MR)                  | 101 157 | 25,95 | 20    |
| Partito Socialista (PS)                     | 85 929  | 22,05 | 16    |
| Partito del Lavoro del Belgio (PTB)         | 81 542  | 20,92 | 15    |
| Les Engagés (LE)                            | 41 640  | 10,68 | 8     |
| Ecolo (ECOLO)                               | 38 386  | 9,85  | 7     |
| Democratico Federalista Indipendente (DéFI) | 31 614  | 8,11  | 6     |
| Altri                                       | 9 493   | 2,44  | –     |
| Totale                                      | 389 761 | 100   | 72    |

Collegio fiammingo
| Liste                                              | Voti   | %     | Seggi |
| -------------------------------------------------- | ------ | ----- | ----- |
| Verdi (GROEN)                                      | 18 345 | 22,82 | 4     |
| Team Fouad Ahidar (TFA)                            | 13 242 | 16,47 | 3     |
| Nuova Alleanza Fiamminga (N-VA)                    | 9 571  | 11,91 | 2     |
| Liberali e Democratici Fiamminghi Aperti (OpenVLD) | 8 537  | 10,62 | 2     |
| Vlaams Belang (VB)                                 | 8 475  | 10,54 | 2     |
| Avanti (VOORUIT)                                   | 8 045  | 10,01 | 2     |
| Partito del Lavoro del Belgio (PVDA)               | 5 619  | 6,99  | 1     |
| Cristiano-Democratici e Fiamminghi (CD&V)          | 5 102  | 6,35  | 1     |
| Altri                                              | 3 443  | 4,28  | –     |
| Totale                                             | 80 379 | 100   | 17    |

| Voti validi | Schede bianche - nulle - rigettate | Totale dei voti | Elettori |
| ----------- | ---------------------------------- | --------------- | -------- |
| 470.140     | 30.619                             | 500.759         | 597.149  |

Nota: Per questa elezione, poiché formalmente la divisione è solo interna e logistica, i dati demografici sono aggregati.

### Comunità germanofona del Belgio
| ProDG                                          | 11 654 | 29,10 | 8  |  |  |  |
| Partito Cristiano Sociale (CSP)                | 7 920  | 19,78 | 5  |  |  |  |
| Vivant                                         | 5 700  | 14,23 | 4  |  |  |  |
| Partito Socialista (SP)                        | 5 473  | 13,67 | 3  |  |  |  |
| Partito della Libertà e del Progresso (PFF-MR) | 4 817  | 12,03 | 3  |  |  |  |
| Ecolo (ECOLO)                                  | 3 644  | 9,10  | 2  |  |  |  |
| Altri                                          | 839    | 2,10  | –  |  |  |  |
| Totale                                         | 40 047 | 100   | 25 |  |  |  |
|                                                |        |       |    |  |  |  |
| Voti non validi                                | 3 346  | 7,71  |    |  |  |  |
| Votanti                                        | 43 393 | 87,39 |    |  |  |  |
| Elettori                                       | 49 652 |       |    |  |  |  |